# ريتو آريا
ريتو آريا هي ممثلة وطبالة إنجليزية ولدت في 17 سبتمبر 1988م.

## روابط خارجية
ريتو آريا على موقع IMDb (الإنجليزية)
- ريتو آريا على موقع ألو سيني (الفرنسية)
- ريتو آريا على موقع قاعدة بيانات الفيلم (الإنجليزية)